# Ernő Jendrassik
Ernő Jendrassik (Cluj-Napoca, Transilvania, Imperio austríaco, hoy Rumania, 7 de junio de 1858–21 de diciembre de 1921) (en húngaro, Jendrassik Ernő) fue un médico húngaro conocido por sus investigaciones acerca de los reflejos; en particular, por la maniobra Jendrassik.
Fue hijo de Jendrassik Jenő, célebre médico y profesor de fisiología. Jendrassik se graduó en la Universidad Eötvös Loránd (también, Universidad de Budapest) en medicina en 1880. Su primer artículo, Beiträge zur Lehre von den Sehnenreflexen ("Contribuciones a la enseñanza de los reflejos osteotendinosos"), se publicó en 1883 y le dio reconocimiento local e internacional. Fue también el primer paso en su investigación sobre los reflejos.

## Actividad
Su principal área de especialización fue la neuropatología, es decir, la investigación de las alteraciones patológicas del sistema nervioso, aunque su trabajo general en neurología y neurofisiología también es significativo. Atribuyó las enfermedades neurológicas hereditarias a la degeneración del sistema nervioso y fue el primero en introducir el concepto de heredodegeneración en la medicina en relación con trastornos nerviosos hereditarios considerados incurables. Se ocupó en profundidad de la etiología de la histeria y la neurastenia. Buscó las causas de la enfermedad de Basedow en las enfermedades del sistema nervioso, aunque hoy se sabe que esta enfermedad está relacionada con alteraciones patológicas del sistema endocrino y se clasifica como una enfermedad autoinmune.

Como parte de su trabajo en neurofisiología, investigó principalmente los mecanismos de los reflejos, en especial el reflejo tendinoso, así como la fisiología y biomecánica de la marcha normal y patológica. A través de su estudio sobre la marcha patológica, llegó a investigar la distrofia muscular relacionada con una disminución del tono muscular y un funcionamiento anormal del músculo. Fue el primero en aplicar el procedimiento conocido como la maniobra de Jendrassik, que provoca el reflejo de la rodilla, en la investigación de la corteza cerebral, en la que el paciente entrelaza las manos y las tira con todas sus fuerzas en direcciones opuestas. Demostró el papel fisiológico del nervio facial en la secreción de lágrimas. Al investigar los fenómenos de la hipnosis y la sugestión, atribuyó el mecanismo del pensamiento a causas físicas.[cita requerida]
Al inicio de su carrera, a finales de los años 1880 y principios de los años 1890, también se ocupó en profundidad de cuestiones de medicina interna. Sus investigaciones en este ámbito se centraron principalmente en el estudio y tratamiento de las enfermedades orgánicas del corazón. Además, gracias a sus exitosos experimentos clínicos, se introdujo en 1886 el calomelano (Hg2Cl2) como un medicamento diurético, y también mapeó la estructura bioquímica de la albúmina humana.[cita requerida] Escribió pocos libros y monografías, pero publicó numerosos artículos especializados en el Orvosi Hetilap y en el Magyar Orvosi Archívum.A menudo se ocupó de cuestiones relacionadas con el lenguaje técnico médico en húngaro y se esforzó conscientemente por adaptar los términos internacionales al idioma húngaro. Como lingüista aficionado, también abordó cuestiones relacionadas con el uso de los verbos.[cita requerida]

## Membresías y reconocimientos
En reconocimiento a su labor científica, en 1898 fue elegido miembro correspondiente de la Academia de Ciencias de Hungría y, en 1918, miembro de número. Desempeñó un papel destacado en el trabajo de la Sociedad de Ciencias Naturales de Hungría: entre 1891 y 1894 fue secretario de la sección de fisiología, de 1895 a 1897 fue vicepresidente, y entre 1901 y 1903, presidente. Además, fue secretario general de la Asociación Nacional de Médicos durante varios años. Su reconocimiento internacional se refleja en su membresía como corresponsal en la Sociedad Neurológica Alemana (Deutsche Gesellschaft für Neurologie), la Sociedad Anatómica de París (Société anatomique de Paris), la Sociedad Francesa de Neurología (Société Française de Neurologie) y la Asociación de Psiquiatría y Neurología de Viena (Wiener Verein für Psychiatrie und Neurologie).[cita requerida]

## Reconocimientos

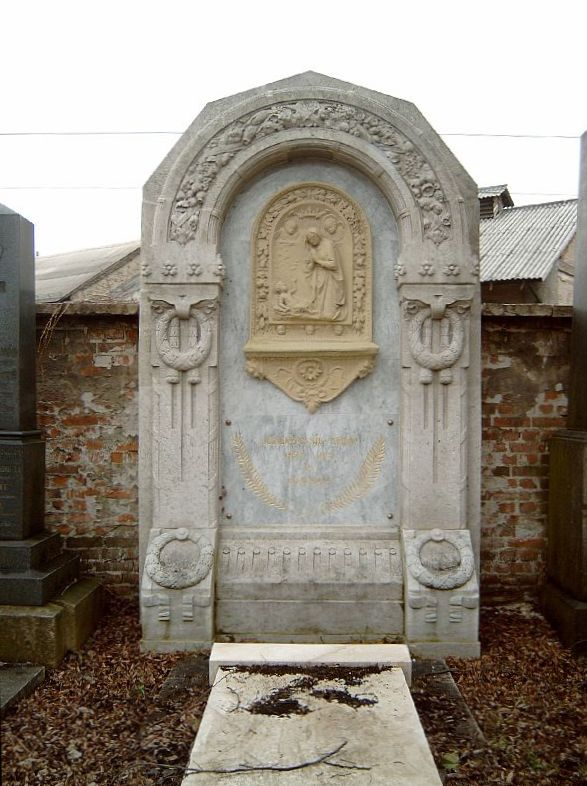
La tumba de Ernő Jendrassik y su padre, Jenő Jendrassik, en el Cementerio de la Calle Fiumei en Budapest (J. 268).

En honor a su legado, la Universidad Semmelweis estableció en 1960 la Medalla Conmemorativa Ernő Jendrassik, que lleva su nombre.

## Obras
- A szervi szívbajok kórtana és orvoslása. (Patología y tratamiento de las enfermedades cardíacas orgánicas). Budapest, 1891.
- A belorvostan tankönyve I–II. (Manual de medicina interna). Budapest, 1914. (coautoría)
- Belorvosi diagnosztika. (Diagnóstico en medicina interna). Budapest, 1921.